# Коимбра
Вижте пояснителната страница за други значения на Коимбра.
Коѝмбра (на португалски: Coimbra, [ˈkwĩbɾɐ]) е град в Централна Португалия, административен център на окръг Коимбра. С население около 143 000 души (2011), градът е четвърти по големина в страната след Лисабон, Порто и Брага.
В Коимбра има много археологически паметници, които датират отпреди Римско време. Запазени са много сгради от периода, когато градът е бил столица на Португалия (от 1131 до 1255). През Късното средновековие Коимбра са превръща в голям културен център след отварянето през 1290 година на Университета на Коимбра. Той е един от най-старите и утвърдени университетски центрове не само на Пиренейския полуостров, но и в цяла Европа.

## География
Град Коимбра е разположен в централната част на Португалия на 120 км южно от Порто, на 195 км северно от Лисабон и на 40 километра от брега на Атлантическия океан. Близо до града се намират много живописни планински градчета и села.

## История

### Ранна история
През Римската епоха градът, разположен тогава на хълма до река Мондего, носи името Еминиум (Aeminium). През Късната Античност той става център на диоцез на мястото на близкия град Конимбрига, който е превзет и частично разрушен от германски нашественици през 465 и 468 година. По-късно Еминиум получава и името на разрушения град, въпреки че вестготите, които го контролират между 586 и 640 година го наричат Еминио.

### Средни векове
По време на мюсюлманското нашествие на Пиренейския полуостров около 711 година градът, наричан на арабски Кулумрия, е превърнат във важен център на търговските пътища между християнския север и мюсюлманския юг. През 1064 година градът е превзет от краля на Леон Фернандо I Велики.
Непосредствено след Реконкистата Коимбра става център на новообразувано графство, управлявано от мосараба Сиснаду Давидиш, а през 1096 година става част от възстановеното графство Португалия. През 1143 година Португалия става независимо кралство и до 1255 година Коимбра е негова столица. От този ранен период са запазени Старата катедрала, църквата „Свети Яков“ и манастира „Санта Круз“, най-големият манастирски център в страната по това време.
Още през Средновековието Коимбра е разделена от река Мондего на Горен град (Cidade Alta или Almedina), където живее аристокрацията и духовенството, и Долен град (Cidade Baixa), където са разположени повечето търговски дейности. Градът е заобиколен със защитна стена, от която са запазени отделни участъци, като портата „Алмедина“ (Porta da Almedina).
Най-значимата готическа сграда в града е манастирът „Света Клара“ на левия бряг на река Мондего, основан в края на ХІІІ век, по-късно разрушаван и възстановяван. Той се намира толкова близо до реката, че честите наводнения принуждават монахините да се откажат от него през XVII век, когато е построена нова манастирска сграда малко по-нагоре. Величествената готическа гробница на кралицата също е преместена в новия манастир. Развалините на стария манастир са разкопани в началото на XXI век и днес могат да се видят на левия бряг на реката.

### Ренесанс
През 15 и 16 век Коимбра отново станал важен културен център на Португалия благодарение на местния епископ и покровителство на крал Мануел I. От този период датират промените в манастира Санта Круз, гробниците на кралете и старата катедрала.
Университетът на Коимбра бил основан в Лисабон през 1290 година от крал Диниш I. Той бил преместен в Коимбра през 1308 година, но през 1338 година крал Афонсо IV върнал университета в Лисабон. Университетът бил окончателно прехвърлен в двореца в Коимбра през 1537 година от португалския крал Жоао III. Оттогава градският живот се върти около университета и през следващите десетилетия няколко колежа били създадени за да осигурят алтернативно на официалното религиозно образование. Построената през 18 век библиотека е друг забележителен белег на стария университет. Бароковата университетска кула е построена между 1728 и 1733 година.

### Барок и съвременност
През 1772 година Себастиао Жозе де Карвальо е Мело, министър-председателят на крал Жозе I, реформирал университета. Изучаването на науките придобило огромна важност. Колекцията от научни инструменти и материали, придобити оттогава до наши дни са събрани в Музей на естествените науки в Университета в Коимбра. Те представляват една от много важните исторически научни колекции в Европа.
Първата половина на 19 век бил труден период за Коимбра. Тя била окупирана в резултат на френското нашествие в Португалия. Градът бил освободен на 6 октомври 1810 година. През март 1811 година отстъпващата Наполеонова войска била спряна. Градът възстановил през втората половина на 19 век инфраструктурата си с изграждането на телеграф, газово осветление, железопътна система и железопътен мост над река Монтего.
Заслужава да бъдат видяни в Коимбра новата Катедрала, построена през 17 век и Музеят на Мачадо де Кастро, който е втори по важност в Португалия и е разположен в бившия Епископски дворец. Градът също притежава втората по големина библиотека в Португалия след националната библиотека в Лисабон. Това е университетската библиотека на Коимбра. Забележителност на града е ботаническата градина на университета, създадена през 18 век.

## Население
| Население на окръг Коимбра (1801 – 2004) | Население на окръг Коимбра (1801 – 2004) | Население на окръг Коимбра (1801 – 2004) | Население на окръг Коимбра (1801 – 2004) | Население на окръг Коимбра (1801 – 2004) | Население на окръг Коимбра (1801 – 2004) | Население на окръг Коимбра (1801 – 2004) | Население на окръг Коимбра (1801 – 2004) | Население на окръг Коимбра (1801 – 2004) |
| ---------------------------------------- | ---------------------------------------- | ---------------------------------------- | ---------------------------------------- | ---------------------------------------- | ---------------------------------------- | ---------------------------------------- | ---------------------------------------- | ---------------------------------------- |
| 1802                                     | 1849                                     | 1900                                     | 1930                                     | 1960                                     | 1981                                     | 1991                                     | 2001                                     | 2006                                     |
| 46 343                                   | 32 517                                   | 54 105                                   | 76 494                                   | 106 404                                  | 138 930                                  | 139 052                                  | 146 317                                  | 139 083                                  |

## Икономика
Благосъстоянието на града се дължи най-вече на Университета в Коимбра, който има 20 000 студенти, като общият брой на студентите в града е 35 000. Градът има много частни клиники, лекарски кабинети и два големи самостоятелни държавни болнични центрове в това число Университетската болница, Ракова болница и Военна болница. Държавният институт по криминалистика на Португалия е със седалище в Коимбра.
Забележителни компании са базирани в Коимбра в това число компютърни, по кибернетика, електронно инженерство, циментова фабрика, фармацевтични лаборатории, за керамични и хранителни изделия, за замразени местни продукти, текстилни, винарство, гражданско и инженерно строителство и бизнес инкубатори.
Коимбра предлага открит пазар за пресни продукти на всеки 7 и 23 ден от месеца в Санта Мария де Фейра и голям пазар за пресни продукти в центъра на Коимбра, където има също много магазини. Голям търговски комплекс с паркинг за коли; два големи хипермаркета с ресторанти, кина и много магазини на известни португалски и световни търговски марки, какъвто е Търговския център Долче Вита.

## Инфраструктура

### Транспорт
Двата бряга на река Мондего са свързани с три главни моста, първият от които е Ponte de Açude. Мостът Санта Клара е най-старият. Мостът Европа е завършен през 2004 година. Мостът на Педро Инес е единственият пешеходен мост.
Градът разполага с автобусна и тролейбусна мрежа (която е единствената в Португалия). В миналото градът е имал трамвайна мрежа, която днес може да се види само в музея. Таксиметровите коли са черни със зелен покрив. Строи се метро.
В Коимбра има няколко железопътни станции. Централната станция Coimbra-B е на главната линия между Порто и Лисабон. От нея до главната железопътна станция в центъра на града има бърза линия Coimbra-A. Много железопътни линии свързват Коимбра с околните селища.

## Образование
Коимбрия е наречен градът на студентите главно защото е място на най-стария и най-големия университет в Португалия. Днес в него учат студенти от 70 различни националности. Повече от 10% от тях са чуждестранни студенти, което го прави най-големият международен университет в Португалия.

## Култура
Коимбра празнува своя празник на 4 юли в чест на кралица Изабела Португалска (съпруга на крал Денис I Португалски). Това е религиозен и граждански празник, който включва фойерверки след нощен марш на каещите се.
В Коимбра се помещават следните културни институции:
- Националният музей „Мачадо де Кастро“, вторият по важност в Португалия, се помещава в бившия епископски дворец
- Централната библиотека на университета в Коимбра, втората по големина библиотека в Португалия след Националната библиотека в Лисабон
- Ботаническата градина от 18. век на университета в Коимбра

## Известни личности
Родени в Коимбра
- Мария-Мануела Португалска (1527 – 1545), принцеса
- Давид Мендеш Силва (р. 1986), футболист
- Руй Мигел (р. 1984), футболист
- Педру Пасуш Куелю (р. 1964), политик
- Франсишку ди Са ди Миранда (1495 – 1558), поет
- Карлош Сейшаш (1704 – 1742), композитор

Починали в Коимбра
- Афонсо Хенрик (1109 – 1185) крал
- Мигел Торга (1907 – 1995), писател
- Урака Кастилска (1186 – 1220), кралица

Други
- Фернанду Жузе ди Франса Диаш Ван-Дунем (р. 1952), анголски политик, завършва университета
- Еса де Кейрош (1845 – 1900), писател, завършва право през 1866
- Агостиньо Нето (1922 – 1979), анголски политик, завършва медицина през 1958